# Кухаренко Іван Антонович
Іван Антонович Кухаренко (1880-1938) — український науковець, інженер-технолог, педагог, організатор і перший директор Науково-дослідного інституту цукрової промисловості.

## Біографія
Народився 1880 році. Перший директор Науково-дослідного інституту цукрової промисловості. З березня 1921 по грудень 1921 — Директор Київського політехнічного інституту. У 1937-1938 роках був репресований, розстріляний, місце поховання невідоме.